# Subject to Change (Kelsea Ballerini)
Subject to Change è il quarto album in studio della cantante statunitense Kelsea Ballerini, pubblicato nel 2022.

## Tracce
1. Subject to Change – 2:59
2. The Little Things – 2:57
3. I Can't Help Myself – 3:21
4. If You Go Down (I'm Goin' Down Too) – 2:46
5. Love Is a Cowboy – 2:43
6. Muscle Memory – 3:31
7. I Guess They Call It Fallin' – 4:01
8. Weather – 2:54
9. Universe – 2:56
10. Walk in the Park – 3:20
11. Heartfirst – 3:07
12. You're Drunk, Go Home (con Kelly Clarkson & Carly Pearce) – 2:55
13. Doin' My Best – 2:37
14. Marilyn – 3:26
15. What I Have – 2:58

## Formazione
- Kelsea Ballerini – voce, cori, battimani
- Cary Barlowe – cori, chitarra acustica
- Julian Bunetta – cori, battimani, basso, chitarra elettrica, mandolino, percussioni, sintetizzatore
- Kelly Clarkson – cori, voce
- Shane McAnally – cori, battimani
- Carly Pearce – cori, voce
- Josh Reedy – cori
- Alyssa Vanderheym – cori
- Kris Donegan – chitarra acustica, chitarra elettrica
- Jeneé Fleenor – fiddle
- Evan Hutchins – batteria, percussioni
- Sol Littlefield – chitarra acustica, chitarra elettrica, battimani
- Todd Lombardo – chitarra acustica, banjo, dobro, mandolino
- Justin Schipper – battimani, dobro, steel guitar
- Ilya Toshinskiy – chitarra acustica, battimani, ukulele
- Derek Wells – chitarra elettrica
- Alex Wright – piano, sintetizzatore
- Whit Wright – steel guitar
- Craig Young – basso, battimani

## Classifiche
| Classifica (2022) | Posizione raggiunta |
| ----------------- | ------------------- |
| Stati Uniti       | 18                  |